# Luxiaria jotaria
Luxiaria jotaria là một loài bướm đêm trong họ Geometridae.